# Casanova (cântec de Paulina Rubio)
„Casanova” este un cântec al interpretei mexicane Paulina Rubio. Acesta fost compus de Sal Gaustella pentru cel de-al șaselea material discografic de studio al artistei, Border Girl. „Casanova” a fost lansat ca ultimul disc single al albumului la începutul anului 2003. Înregistrarea beneficiază și de o versiune în limba spaniolă, intitulată „Baila Casanova”.
Cântecul a ocupat locul 1 în Rusia, însă nu a înregistrat alte prezențe notabile. În schimb, „Baila Casanova” ce a fost lansat în țările vorbitoare de limbă spaniolă a urcat până locul 1 în Argentina, Mexic și Spania.

## Clasamente
| Clasament (2003)                 | Poziția maximă | Referință  |
| „Casanova”                       | „Casanova”     | „Casanova” |
| -------------------------------- | -------------- | ---------- |
| Rusia Singles Chart              | 1              | [ 2 ]      |
| „Baila Casanova”                 |                |            |
| Argentina Singles Chart          | 1              | [ 3 ]      |
| Columbia Singles Chart           | 6              | [ 6 ]      |
| Mexic Singles Chart              | 1              | [ 4 ]      |
| Spain Singles Chart              | 1              | [ 5 ]      |
| Billboard Hot Latin Songs        | 37             | [ 7 ]      |
| Billboard Latin Pop Airplay      | 22             | [ 7 ]      |
| Billboard Latin Tropical Airplay | 17             | [ 7 ]      |